# ダイキアクシス
株式会社ダイキアクシス（英: Daiki Axis Co.,Ltd.）は、愛媛県松山市に本社をもつ、浄化槽等の各種排水処理装置の総合プラントメーカー。

## 概要
- ダイキ（後のDCMダイキ→DCM）のホームセンター事業への特化にあたって、創業以来の事業である環境機器事業、および住宅設備事業を継承するために設立された。
- 設立後、経営陣にマネジメント・バイアウト（MBO）で株式譲渡され、DCMダイキ及びDCMホールディングスとは資本は完全に分離しており、両社との資本関係はない。ただし、DCMダイキ本社ビル内に本社を構えているほか、広島支店や高松支店もDCMダイキの拠点内にある。

## 事業所
- 本社 - 愛媛県松山市美沢一丁目9番1号
- 松山工場 - 愛媛県東温市則之内甲2357-5
- 津島工場 - 愛媛県宇和島市津島町近家甲1607-8
- 信州工場 - 長野県佐久市田口5574
- 福島工場 - 福島県福島市山田字赤仁井田100-7
- ダイキアクシス・サステイナブル・パワー西日本事業所 - 愛媛県松山市北吉田町77-74

## 沿革
- 2005年7月 -  株式会社ダイキアクシスを設立。
- 2005年10月 - ダイキより、環境機器関連事業、住宅機器関連事業およびバイオディーゼル燃料関連事業を分割継承。
- 2006年7月 - 製造子会社の川内ダイキ・津島ダイキ・福島ダイキ・信州ダイキを吸収合併。
- 2007年11月 - 東武産業株式会社を子会社化。
- 2008年6月 - 東武設備管理株式会社を子会社化。
- 2009年12月 - 株式会社アソラを設立。
- 2011年12月 - レックインダストリーズ株式会社を子会社化。
- 2012年4月 - 株式会社シルフィードを子会社化。
- 2012年10月 - 株式会社シルフィードの残りの発行済株式50%を取得し完全子会社化。
- 2013年12月 - 東京証券取引所2部に上場。
- 2014年12月 - 東京証券取引所1部に指定替え。
- 2023年10月 - 東京証券取引所スタンダード市場へ市場変更[5]。

## 連結子会社
- 株式会社トーブ
- 株式会社ダイテク
- 株式会社環境分析センター
- 株式会社シルフィード
- 株式会社DAインベント
- 株式会社冨士原冷機
- 株式会社日本エアーソリューションズ
- 大器環保工程（大連）有限公司